# Karl Wilhelm Gottlob Kastner
Karl Wilhelm Gottlob Kastner, né le 31 octobre 1783 à Greifenberg-en-Poméranie et mort le 13 juillet 1857 à Erlangen, est un chimiste allemand.

## Biographie
Karl Kastner est né en 1783 en Poméranie, il est le fils d'un pasteur. Après avoir suivi des études de pharmacie à Świnoujście, il étudie la chimie à l'Université d'Iéna et soutient en 1805 sa thèse, sous la direction de Friedrich August Göttling (de). Il devient alors professeur à l'Université de Heidelberg, puis, à partir de 1812, enseigne à l'Université de Bonn. En 1821, probablement pour des raisons politiques, il part à l'Université d'Erlangen où il terminera sa carrière. Justus von Liebig, qu'il avait connu à Bonn le suivra à Erlangen et y soutiendra sa thèse de doctorat en 1822.
Ses travaux, outre la chimie font appel à des notions de mathématiques, zoologie, physique, minéralogie, géologie et de pharmacie.